# В поисках Аляски
«В поисках Аляски» (англ. Looking for Alaska) — роман Джона Грина, опубликованный в марте 2005 года.
Книге присудили ежегодную Премию Майкла Л. Принца Американской библиотечной ассоциации как «лучшей книге года, написанной для подростков в 2006 году, основываясь исключительно на её литературных достоинствах»; она попала в ежегодный топ Алабамы «10 лучших книг для подростков»; вошла в учебную программу некоторых средних школ и колледжей и была переведена на иностранные языки.

## Описание
Главный герой, шестнадцатилетний Майлз Холтер, интересуется предсмертными высказываниями известных людей. Следуя последним словам Франсуа Рабле, он оставляет скучную жизнь с родителями и отправляется учиться в новую школу Калвер-Крик в поисках «Великого „Возможно“». Здесь он находит первых друзей и влюбляется в девочку по имени Аляска Янг, которая переворачивает его жизнь. Но ужасная трагедия заставляет Майлза серьёзно задуматься над вопросами жизни и смерти.

## Сюжет
«В поисках Аляски» начинается с объяснения «роли», которую играет главный персонаж и рассказчик, Майлз Холтер, в своей школе. Его родители, даже не подозревающие о том, что у сына совсем нет друзей, организуют ему прощальную вечеринку перед тем, как он уедет из родной Флориды в старшую школу Калвер-Крик в Алабаме, и этой затеей ставят его в неловкое положение. Вопрос, уезжает ли он из-за отсутствия друзей, Майлз игнорирует. Он зачитывает родителям предсмертные слова Франсуа Рабле «Я иду искать Великое „Возможно“», объясняя, что именно за Великим «Возможно» он отправляется в школу-интернат. Такая необычная причина объясняется хобби Майлза — он читает биографии интересных людей и запоминает их предсмертные слова.
Вскоре после появления в Калвер-Крике Майлз знакомится со своим соседом — невысоким крепким парнем Чипом Мартином по прозвищу Полковник. Тот придумывает Майлзу прозвище Толстячок, высмеивая худощавость и высокий рост Холтера. Чип знакомит новичка со своей подругой, Аляской Янг, привлекательной, но слишком эмоциональной девушкой. При первой встрече Аляска, узнав об увлечениях главного героя, добавляет к его коллекции предсмертные слова Симона Боливара: «Чёрт возьми, как же я выберусь из этого лабиринта?!». В этот же день Толстячок впервые сталкивается с неприятностями: посреди ночи его выхватывают из кровати и ведут на озеро «выходники» — учащиеся из богатых семей, называемые так из-за того, что выходные они проводят не в интернате, а у себя дома.
Розыгрыш, которым встречают каждого новичка, принимает серьёзные обороты, и это становится причиной конфликта выходников с компанией Полковника и Аляски, но именно благодаря этому конфликту начинается их дружба с Толстячком. Последний, влюбившись в Аляску, однажды наконец-то сближается с ней, но посреди ночи Аляска, плачущая и умоляющая о помощи, просит его и Полковника отвлечь директора школы, чтобы она могла сбежать из Калвер-Крика. И ребята, даже не спросив, почему она вдруг задумала побег, помогают ей.
Наутро друзья узнают, что девушка погибла в автокатастрофе. Чувствуя себя виновными в её смерти, они решают устроить финальный розыгрыш в честь Аляски. В это же время Толстячок пытается понять, из-за чего же погибла Янг, зачем посреди ночи она решила срочно уехать из школы.
Через несколько месяцев Орёл (прозвище декана, используемое в среде учащихся Калвер-Крика) сказал ребятам о приезде тёти Аляски, и они решили прибраться в её комнате, дабы родственница не нашла там того, чего ей видеть не нужно. Осматривая книги Аляски, Майлз заприметил ту самую биографию Симона Боливара и, открыв её на странице с цитатой, обнаружил жирно подчёркнутые Аляской слова: «Быстро и по прямой».
В финале выясняется, что девушка поехала на могилу матери, так как считала себя ответственной за её смерть и каждый год приезжала к ней на кладбище. Во время поездки алкоголь ударил в голову Аляски, и она, считая, что сама попала в лабиринт из цитаты, вспомнила: «Быстро и по прямой». Именно в этот момент перед ней на шоссе стояла полицейская машина, в которую на огромной скорости влетела Аляска. Быстро и по прямой. Книга заканчивается эссе Толстячка на тему религии и прощанием с Аляской Янг. Также перед отъездом в родную Японию Такуми оставляет на двери Толстячка и Полковника записку, в которой рассказывает, что в ту роковую ночь он тоже видел Аляску. В тот момент, когда Майлз и Чип пошли отвлекать Орла петардами, Аляска отправилась в поисках цветов на луг, где её и встретил Такуми. Она рассказала ему о матери и о том, что забыла об этой дате. В конце записки японец просит прощения у ребят, так как и он причастен к смерти Аляски. Он её не остановил.

## Персонажи книги
- Майлз Холтер (англ. Miles Halter) — главный герой романа. Имеет необычное хобби: коллекционирует предсмертные слова известных людей, черпая их из литературных биографий знаменитостей. Эти книги — его любимое чтение, их он берёт у отца — Уолтера Холтера. Майлз — высокий и худой, но его новые друзья, подшучивая над однокашником, дают ему прозвище «Толстячок» (англ. «Pudge»). Влюблён в Аляску Янг.
- Аляска Янг (англ. Alaska Young) — свободная, дерзкая, непредсказуемая, красивая и загадочная девушка, которая привлекает внимание и пленяет сердце Майлза. В романе она выступает в качестве преданного друга, часто помогая своим друзьям в их личных делах, а также в операциях с сигаретами и алкоголем.
- Чип Мартин (англ. Chip Martin) по прозвищу Полковник (англ. the Colonel) — лучший друг Аляски и сосед по комнате Майлза. Юноша крепкого сложения. Его рост — 5 футов (1 м 52,4 см). Вырос в бедной семье; одержим верностью и честью, особенно по отношению к своей любимой матери Долорес, которая живёт в трейлере. Не любит своего отца.
- Такуми Хикохито (англ. Takumi Hikohito) — удивительно одарённый MC/хип-хоп энтузиаст, друг Аляски и Чипа, часто страдающий от одиночества из-за того, что не входит в большинство планов Аляски, Майлза и Чипа.
- Лара Бутерская (англ. Lara Buterskaya) — иммигрантка из Румынии, подруга Аляски; в итоге становится бывшей девушкой Майлза.
- Доктор Хайд (англ. Hyde) — учитель религиоведения, один из ключевых персонажей. Достаточно требовательный к своему предмету преподаватель. Человек, у которого одно лёгкое.
- «Орёл» (англ. «The Eagle») — декан студентов в Калвер-Крик. Не раз был разыгран Аляской, Такуми, Чипом и Майлзом на протяжении всего романа.
- Джейк (англ. Jake) — парень Аляски, живущий далеко от неё.

## Экранизация
Права на экранизацию были выкуплены Paramount Pictures в 2005 году. Сценарий должен был быть написан Джошем Шварцем, но из-за отсутствия интереса со стороны Paramount производство было отложено на неопределенный срок. Сообщалось, что Paramount возобновляет работу над сценарием благодаря успеху экранизации романа Грина «Виноваты звезды». В качестве режиссёра была выбрана Ребекка Томас, а сценаристами стали Скотт Нейстадтер и Майкл Х. Уэбер.
В январе 2016 года в видео с ответами на вопросы фанатов, опубликованном на канале VlogBrothers, Джон Грин сообщил, что процесс съёмок фильма не имеет определённости в стадии и сроках, а также не является приоритетным как в его планах, так и в планах киностудии.
В 2018 году телевизионная сеть Hulu заключила контракт на адаптацию бестселлера Джона Грина «В поисках Аляски». Сериал состоит из 8 серий, а шоураннерами выступили Джош Шварц и Стефани Сэвадж. Кристин Фросет исполнит главную роль — она сыграет Аляску Янг. Чарли Пламмер исполнит роль Толстячка. Премьера мини-сериала «В поисках Аляски» состоялась 18 октября 2019 года.